# Ґото Юко
Ґото Юко (яп. 後藤 邑子, Gotō Yūko, нар. 28 серпня 1975) — японська акторка, сейю та співачка. Раніше мала контракт із Production Baobab, потім перейшла до Axlone.
У 2012 році вона заявила, що хворіє на системний червоний вовчак та ідіопатичну тромбоцитопенічну пурпуру.

### Виконання саундтреків
- Fushigiboshi no Futagohime (ED1)
- The Melancholy of Haruhi Suzumiya (OP1/ED)
- Special A (OP1/ED2)
- Kimi ga Aruji de Shitsuji ga Ore de (ED1)
- Zoku Sayonara Zetsubou Sensei (ED1)
- Lovedol~Lovely Idol~ (OP/ED/сингл)